# Cabana Podragu
Cabana Podragu se află situată în Munții Făgăraș, pe valea Podragului, la altitudinea de 2136 m. Este mărginită la est de Muchia Tarita și la vest de Muchia Piscul Podragului.
În anul 1885, Societatea Carpatină Transilvăneană din Sibiu a construit la Lacul Podragu un adăpost de piatră, care la scurt timp s-a dărâmat.
În anii 1937-1939 Turing Clubul României a luat hotărârea de o construi o cabană turistică la Lacul Podragu, pentru care a arendat terenul necesar de la locuitorii comunei Ucea de Sus. Cabana a fost  finalizată  la Tălmaciu, urmând ca apoi să fie transportată în fragmente și montată la locul stabilit. 
În același timp, TCR a  inițiat amenajarea drumului care duce pe Valea Podragului până la lac, însă asociația a renunțat la proiectul inițial și a transportat cabana în apropierea vârfului Suru, montând-o pe locul numit „Fruntea Moașei”.
Actuala cabana Podragu a fost construită în anii 1948-1949 de către Banca Națională, pentru salariații săi, și dată în folosință în 1950. Ulterior cabana a fost preluată de Consiliul Central al Sindicatelor și folosită drept cabană turistică, ca și în prezent.